# No Man's Land (phim 2001)
No Man's Land (tạm dịch: Vành đai trắng) (tiếng Bosnia: Ničija zemlja) là một phim chiến tranh bi hài về cuộc chiến tranh Bosnia năm 1993. Đây là phim đầu tay của nhà biên kịch kiêm đạo diễn Danis Tanović, do các hãng phim của Bosna-Hercegovina, Slovenia, Ý, Pháp, Bỉ và Vương quốc Anh hợp tác sản xuất.

## Cốt truyện
Hai người lính bị thương, một người Bosnia (Čiki, do diễn viên Branko Đurić đóng) và một người Serb (Nino, do Rene Bitorajac đóng) nói chuyện với nhau giữa hai chiến tuyến trong khu vành đai trắng (no man's land), khi họ đấu tranh để sống còn. Hai người lính này đối mặt nhau trong chiến hào của mình, và chờ đợi đêm tối. Họ nguyền rủa và cùng tìm thấy một số điểm chung. Tình thế càng rắc rối hơn, vì có thêm một người lính Bosna khác bị thương nữa (Cera, do Filip Šovagović đóng) vừa tỉnh dậy sau khi bị hôn mê. Một quả mìn do quân đội Serb chôn bên dưới anh ta, khiến anh ta không thể di chuyển đi nơi khác được.
Một trung sĩ người Pháp (tên Marchand, do Georges Siatidis đóng) thuộc Lực lượng bảo vệ của Liên Hợp Quốc (United Nations Protection Force, viết tắt là UNPROFOR), tìm cách cứu 3 người lính trên, dù trái với lệnh ban đầu của cấp chỉ huy cao cấp của anh ta. Nhiệm vụ của Lực lượng bảo vệ của LHQ ở Bosna và Hercegovina chỉ để hộ tống canh gác đoàn xe chở đồ cứu trợ nhân đạo, giữ thái độ trung lập và hành động như một người ngoài cuộc. May thay, có một phóng viên ngưới Anh tới khu vực này và loan tin trên phương tiện truyền thông đại chúng, gây áp lực khiến cho vị chỉ huy lực lượng bảo vệ của LHQ phải hành động cứu 3 người lính kia.
Một cuộc cãi lộn giữa 2 người lính Čiki và Nino mệt mỏi và có tâm trạng căng thẳng, tăng dần lên, ngay sau khi họ được cứu. Cuối cùng, Čiki bắn chết Nino và tới lượt anh ta bị một người lính gìn giữ hòa bình của LHQ bắn chết. Sau sự cố này, người ta hiểu là không thể tháo gỡ quả mìn chôn bên dưới Cera được. Vị chỉ huy lực lượng bảo vệ của LHQ tìm cách cứu vãn thể diện: Ông ta nói dối các nhà báo là Cera đã được cứu, và họ dời khỏi khu vực này. Trên thực tế, Cera bị bỏ rơi ở chiến hào, không thể cử động vì quả mìn bên dưới.

## Các giải thưởng
- Giải Oscar cho phim ngoại ngữ hay nhất, (2001)
- Giải Quả cầu vàng cho phim ngoại ngữ hay nhất, 2002
- Giải cho kịch bản hay nhất (Liên hoan phim Cannes), 2001
- Giải César cho phim đầu tay hay nhất (2002)
- Giải tác giả kịch bản châu Âu của Giải Phim châu Âu

Tổng cộng, phim No Man's Land đã đoạt 42 giải thưởng điện ảnh.

## Các vai diễn
- Branko Đurić - Čiki
- Rene Bitorajac - Nino
- Filip Šovagović - Cera
- Georges Siatidis - trung sĩ Pháp Marchand
- Serge-Henri Valcke - Dubois
- Sacha Kremer - Michel
- Alain Eloy - Pierre
- Mustafa Nadarević - người lính Serb già
- Bogdan Diklić - sĩ quan Serb
- Simon Callow - Soft
- Katrin Cartlidge - Jane Livingstone, nhà báo
- Tanja Ribič - Martha
- Branko Zavrsan - người Đức tháo mìn
- Djuro Utjesanović - hướng dẫn viên Bosna Hồi giáo
- Mirza Tanović - sĩ quan Hồi giáo Bosna
- Boro Stjepanović - lính Hồi giáo Bosna
- Almir Kurt - lính Hồi giáo Bosna
- Ratko Ristic - lính Hồi giáo Bosna
- Peter Sedmak - lính Hồi giáo Bosna
- Saša Petrović - lính Hồi giáo Bosna (ghi trên phim là Aleksandar Petrović)
- Boris Cindrić - Miralem
- Danijel Smon - sĩ quan Serb #2
- Peter Prikratki - lính Serb
- Primož Ranik - người quay phim
- Jure Plesec - Mark
- Gordon Wilson - John
- Maëlys De Rudder - Olivia
- Alan Fairairn - Bill
- Michel Obenga - lính UNPROFOR
- Rok Strehovec - lính UNPROFOR
- Zvone Hribar - nhà báo
- Ales Valic - nhà báo
- Fred M. Liss - nhà báo
- Franc Jakob Rac - nhà báo
- Predrag Brestovac - Rambo
- Tadej Troha - lính Hồi giáo Bosna trẻ
- Primož Petkovsek - trung úy Serb (chướng ngại vật)
- Janez Habic - lính Serb (chướng ngại vật)
- Matej Bizjak - chàng trai chơi đàn accordion
- Marinko Prga - lính Serb
- Darjan Gorela - lính Serb
- Srečko Dzumber - lính Serb
- Uroš Tatomir - trung sĩ Serb
- Matej Recer - sĩ quan Hồi giáo Bosna (chướng ngại vật)
- Matija Bulatovic - lính Hồi giáo Bosna (chướng ngại vật)
- Uros Furst - lính Hồi giáo Bosna (chướng ngại vật)
- Radovan Karadžić - chính ông ta (với François Mitterrand) (phim lưu trữ) (không ghi trên phim)
- François Mitterrand - chính ông ta (với Karadžić) (phim lưu trữ) (không ghi trên phim)